# Сальвінієві

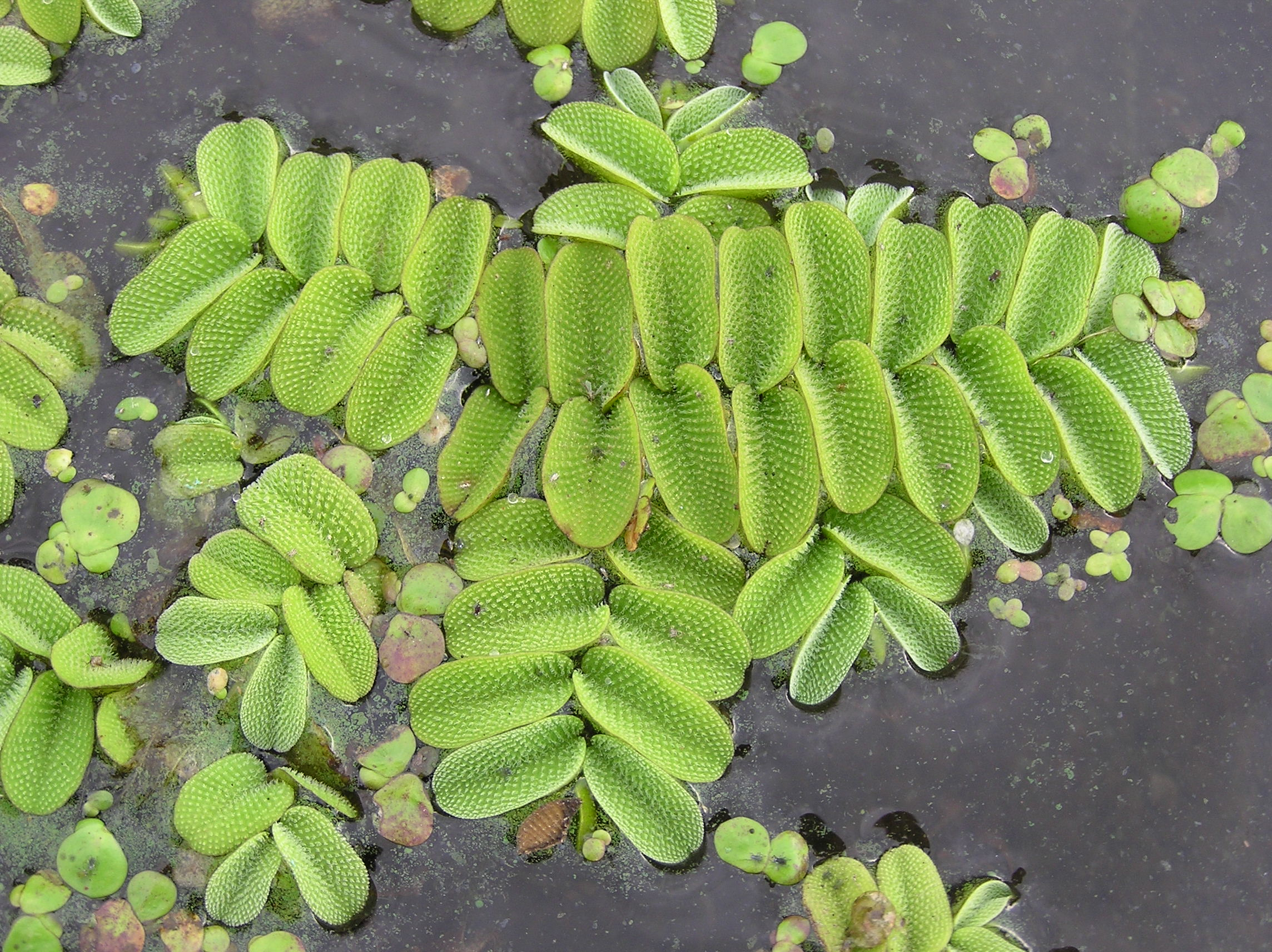
Сальвінія плавуча

Сальвінієві (Salviniaceae) — родина папоротей порядку сальвінієвих (Salviniales).
Переважна більшість рослин населяє прісноводні водойми тропічних та субтропічних країн, рідше зустрічаються у помірних широтах. Часто вони утворюють на поверхні водойм щільні зарості, що перешкоджають проникненню світла та кисню в глибину. Більшість сальвіній — багаторічні рослини з плаваючими на поверхні стеблами, без додаткових коренів.

## Класифікація
У родині — 21 вид у двох родах, з них в Україні росте лише один вид.
- Азола (Azolla)
  - Азола каролінська (Azolla caroliniana) Willd.
  - Azolla circinata Oltz & Hall
  - Азола папоротеподібна (Azolla filiculoides) Lam.
  - Azolla japonica Franch. & Sav.
  - Azolla mexicana C.Presl
  - Azolla microphylla Kaulf.
  - Azolla nilotica Decne. ex Mett.
  - Azolla pinnata R.Br.
  - Azolla rubra R.Br.
- Сальвінія (Salvinia)
  - Salvinia auriculata Aubl. (1775)
  - Salvinia biloba Raddi (1825)
  - Salvinia cucullata Roxb. ex Bory (1833)
  - Salvinia cyathiformis Maxon (1922)
  - Salvinia hastata Desv. (1827)
  - Salvinia herzogii de la Sota (1962)
  - Salvinia minima Baker (1886)
  - Salvinia molesta Mitch. (1973)
  - Сальвінія плаваюча (Salvinia natans) (L.) All. (1785)
  - Salvinia nymphellula Desv. (1827)
  - Salvinia oblongifolia Mart. (1834)
  - Salvinia radula Baker (1886)
  - Salvinia sprucei Kuhn in Mart. (1884)'

Крім того, з пізньокрейдових відкладень описаний рід Azollopsis.